# Heliotropium asperrimum
Heliotropium asperrimum är en strävbladig växtart som beskrevs av Robert Brown. Heliotropium asperrimum ingår i Heliotropsläktet som ingår i familjen strävbladiga växter. Inga underarter finns listade i Catalogue of Life.